# 女高中生小春在異世界成為娼妓
《女高中生小春在異世界成為娼妓》是由平鳥幸（平鳥コウ）撰寫的日本色情輕小說作品。此一作品於2016年10月至2017年8月期間在成為小說家吧上連載。早川書房後來把它以單行本的形式推出市面。在故事中，主角小山春於原本世界死了之後，被傳送至異世界，她及後在那成為娼妓。
2019年12月，早川書房推出了短篇集《女高中生小春在異世界成為娼妓summer》，當中收錄了多篇補充主線的小故事。本作品已改編為漫画，由山田J太負責作畫。

## 內容大要
女高中生小山春（下稱小春）及其同班男學生千葉誠司在某一天因交通意外身故後，一起被傳送到異世界當中。千葉在當地成為了冒險者，並能夠透過擊退魔物維生。小春則因為「沒有獲得開掛能力」和「異世界男女不平等情況嚴重」這兩點，而選擇成為娼妓，以此維持生計。
第一位光顧小春的嫖客就是神明，祂在射精時把「創造妊娠」這個技能送給小春。令小春可以在男性向自己體內射精的同時吸收對方的經驗值和技能。不過由於當地只有取得恢復技能的修女才能成為女性冒險者，所以她還是繼續在酒館兼妓院「夜想青貓亭」工作，努力提升業績，並吸收嫖客的技能。期間光顧過她的嫖客有千葉、胖子傑索爾布拉德、士兵等等。當地的嫖客大多喜歡以粗暴的方式跟娼妓發生性行為，因為在異世界「女性幾乎毫無價值」。
小春的同事兼好友希克拉索在某一天被召去軍營，成為過百位軍人的洩慾對象。她在過程中因承受過度暴力而重傷，最終使得小春進入軍營頂替之。在幾天後，軍人們終於把小春和困在房間的希克拉索給解放出來，不過希克拉索沒過多久便因傷重而死。這使得小春決意以自己的技能殺掉那些軍人。在小春成功報仇後，其又再一次恢復自己娼妓的身份。

## 出版發行
《女高中生小春在異世界成為娼妓》由平鳥幸（平鳥コウ）撰寫。它於2016年10月開始在成為小說家吧旗下女性向色情小說網站「月光小說」（ムーンライトノベルズ）上連載。2017年12月，早川書房把之以單行本的形式發行至市面，封面插畫則由山田J太負責繪製。中譯本於2019年3月經青文出版社正式出版。北美的出版社J-Novel Club則以電子書形式發行本作的英譯本。2019年12月，早川書房推出了短篇集《女高中生小春在異世界成為娼妓summer》，當中收錄了多篇補充主線的小故事。
本作於2017年8月下旬在Twitter爆紅，獲得高殿圓等人推薦。根據早川書房負責本作的編輯高塚菜月所講，本作亦引起她多名同事的注意，並希望能夠於早川書房出版。她指早川書店往往難以在出版成為小說家吧作品一事上獲得先機，因此這次是早川首次出版「成為系」小說。早川雖在這方面經驗不足，但在成為小說家吧的完善體系下，很順利就跟作者平鳥幸取得聯絡。平鳥對於早川書房的邀約感到驚訝，最終在多家出版社中選擇了早川書房。
| 集數   | 早川書房                    | 早川書房                                                | 青文出版社     | 青文出版社             |
| 集數   | 發售日期                    | ISBN                                                    | 發售日期       | ISBN                   |
| ------ | --------------------------- | ------------------------------------------------------- | -------------- | ---------------------- |
| 本篇   | 2017年12月6日 2019年11月6日 | ISBN 978-4-15-209737-8 ISBN 978-4-15-031404-0（文庫版） | 2019年3月18日  | ISBN 978-986-356-775-2 |
| 短篇集 | 2019年12月4日               | ISBN 978-4-15-031407-1                                  | 2020年11月12日 | ISBN 978-986-512-586-8 |

改編漫畫於2019年6月開始在漫畫王國上連載，由山田J太負責作畫。單行本由新潮社於2019年11月開始發行。截至2023年1月，其共推出了6卷漫畫單行本。中譯本於2021年2月開始推出，同由青文出版社負責出版。英譯本則將由七海娛樂旗下的出版社負責出版。
| 集數 | 新潮社        | 新潮社                 | 青文出版社     | 青文出版社             |
| 集數 | 發售日期      | ISBN                   | 發售日期       | ISBN                   |
| ---- | ------------- | ---------------------- | -------------- | ---------------------- |
| 1    | 2019年11月9日 | ISBN 978-4-10-772225-6 | 2021年2月8日   | ISBN 978-986-512-730-5 |
| 2    | 2020年4月9日  | ISBN 978-4-10-772270-6 | 2022年1月19日  | ISBN 978-626-303-294-1 |
| 3    | 2020年11月9日 | ISBN 978-4-10-772336-9 | 2022年4月13日  | ISBN 978-626-322-350-9 |
| 4    | 2021年7月9日  | ISBN 978-4-10-772405-2 | 2022年12月15日 | ISBN 978-626-340-228-7 |
| 5    | 2022年4月8日  | ISBN 978-4-10-772486-1 | 2023年9月2日   | ISBN 978-626-362-348-4 |
| 6    | 2023年1月7日  | ISBN 978-4-10-772486-1 | 2024年5月22日  | ISBN 978-626-383-525-2 |
| 7    | 2023年12月8日 | ISBN 978-4-10-772671-1 | 2025年4月17日  | ISBN 978-626-422-351-5 |

## 反應
《女高中生小春在異世界成為娼妓》贏得了2019年度BOOK☆WALKER大獎的「同人誌、個人出版獎」，並在同年成為了該網站第六暢銷的電子書。它還在《這本輕小說真厲害！》的2019年度單行本排名中排行第7位。
金·莫里西（Kim Morrissy）在動畫新聞網的專欄「最佳（與最糟）異世界輕小說」上寫道，《女高中生小春在異世界成為娼妓》為異世界類型的作品引入了更黑暗瘋狂的元素，並以此評論「異世界」這個題材本身。當中女主角小春因為被傳送到男尊女卑观念很重的異世界當中，而要依賴妓女這一職業去維持生計。反觀其同學千葉誠司，則以外掛能力大展所長。她認為這正好反映了此一類型的奇幻世界設定往往會成為女性的枷鎖，不過男主角則會因為自身所享有的特權，而不需面對這種情況。

## 外部連結
- 成為小說家吧上的《女高中生小春在異世界成為娼妓》（日語）
- 漫畫官方網站 （页面存档备份，存于） （页面存档备份，存于）（日語）